# Fusillade de Nakhon Ratchasima
 (février 2020).
Si vous disposez d'ouvrages ou d'articles de référence ou si vous connaissez des sites web de qualité traitant du thème abordé ici, merci de compléter l'article en donnant les références utiles à sa vérifiabilité et en les liant à la section « Notes et références ».
La fusillade de Nakhon Ratchasima est une fusillade de masse survenue les 8 et 9 février 2020. Un soldat de l'armée royale thaïlandaise a abattu au moins 26 personnes et en a blessé au moins 63 autres dans la ville de Nakhon Ratchasima, en Thaïlande, connue officieusement sous le nom de Korat. La fusillade a commencé lorsque l’agresseur a tiré et tué son commandant et deux autres personnes au camp de Surathamphithak (en thaï : ค่าย สุร ธรรม พิทักษ์), la base où il était stationné. L’agresseur a ensuite volé des armes et un Humvee militaire et s'est rendu au centre commercial Terminal 21, où il a ouvert le feu sur des civils. Pendant l'attaque, l’agresseur a posté des vidéos sur les réseaux sociaux. Trois personnes sont par la suite mortes à l’hôpital, ramenant le total de morts à 30, incluant le tueur. Il s'agit de la fusillade de masse la plus meurtrière de l'histoire du pays jusqu'à la fusillade du 6 octobre 2022 à Na Klang qui fit 37 morts.

## Déroulement

### Camp militaire de Surathampithak
La fusillade a commencé vers 15 h 30 heure locale, au camp militaire de Surathampithak, lorsque l’agresseur, identifié comme étant le sergent-major de 1re classe Jakrapanth Thomma (en thaï : จักรพันธ์ ถม มา), a confronté son commandant, identifié comme le colonel Anantharot Krasae, a volé son arme et l'a abattu. Il a ensuite pointé l'arme contre la belle-mère d'Anantharot Krasae, la tuant sur les lieux. Ensuite, Jakrapanth Thomma a volé un fusil d'assaut de type 11 et des munitions, tuant un soldat dans son périple. Il a ensuite volé un Humvee et blessé le conducteur. Jakrapanth Thomma s'est échappé et a ouvert le feu sur deux policiers et deux civils, les blessant. Les policiers ont subi plusieurs blessures par balle aux jambes et au dos.

### Terminal 21
Après l'évasion, il a commencé à tirer dans la rue, y compris à l'extérieur d'un temple bouddhiste. Thomma est alors arrivé au centre commercial Terminal 21 à Nakhon Ratchasima, où il a laissé le véhicule et a commencé à tirer sur les gens avant de faire exploser une bouteille de gaz de cuisine. Il a tué au moins 21 civils, dont quatre sont morts à l'hôpital. Il a ensuite pris seize otages à l'intérieur du centre commercial du quatrième étage. Le tireur a diffusé une vidéo en direct sur Facebook pendant le siège et a partagé des photos et des mèmes sur sa page de profil, bien que son compte ait finalement été supprimé par Facebook.
Des policiers et des soldats ont pris d'assaut le centre commercial et ont exigé la remise de Jakrapanth Thomma, à laquelle il a répondu en ouvrant le feu sur eux, tuant un policier et en blessant trois autres. Jakrapanth Thomma est resté à l'intérieur pendant plusieurs heures, au cours desquelles sa mère a été amenée sur les lieux par les autorités pour tenter de le convaincre de se rendre.
Le 9 février à 9 h 22 heure locale, la police royale thaïlandaise a annoncé que l'agresseur avait été abattu par les forces de police.